# Carleton-in-Craven
Carleton-in-Craven est un petit village et une paroisse civile du Yorkshire du Nord, en Angleterre. Situé dans le district de Craven, il se trouve à moins de 5 km de la ville marchande de Skipton. Le village a une population d'environ 1 000 habitants, et comporte des services de base tels qu'une école primaire, une église, un bureau de poste, un marchand de journaux, un pub ainsi qu'une pharmacie.

## Toponymie
L'écriture du nom du village avec un « e » a été retrouvée dans un écrit datant de 1440 ; il mentionne Robert Mosele, un fermier du village, qui a été accusé par Robert Blakey de voler des produits à ce dernier.

## Moulin de Carleton
La construction du moulin de Carleton remonte à 1861 ; il était à l'origine construit pour la filature du coton. Il a ensuite abrité un service du courrier au cours des années 1930. Durant la Seconde Guerre mondiale, la marque Rover exploite le bâtiment pour fabriquer des pièces d'avion.
Peu après, le moulin retrouve son usage initial : il est à nouveau utilisé pour la fabrication de textile, et ensuite pour la production de tapis jusqu'à sa fermeture en novembre 1999. Il a récemment été reconverti en appartements de luxe par l'entreprise Novo Homes Ltd. Aujourd'hui se trouvent 51 appartements dans le bâtiment de l'ancien moulin et 26 maisons construites sur le domaine du moulin.

## Galerie photos

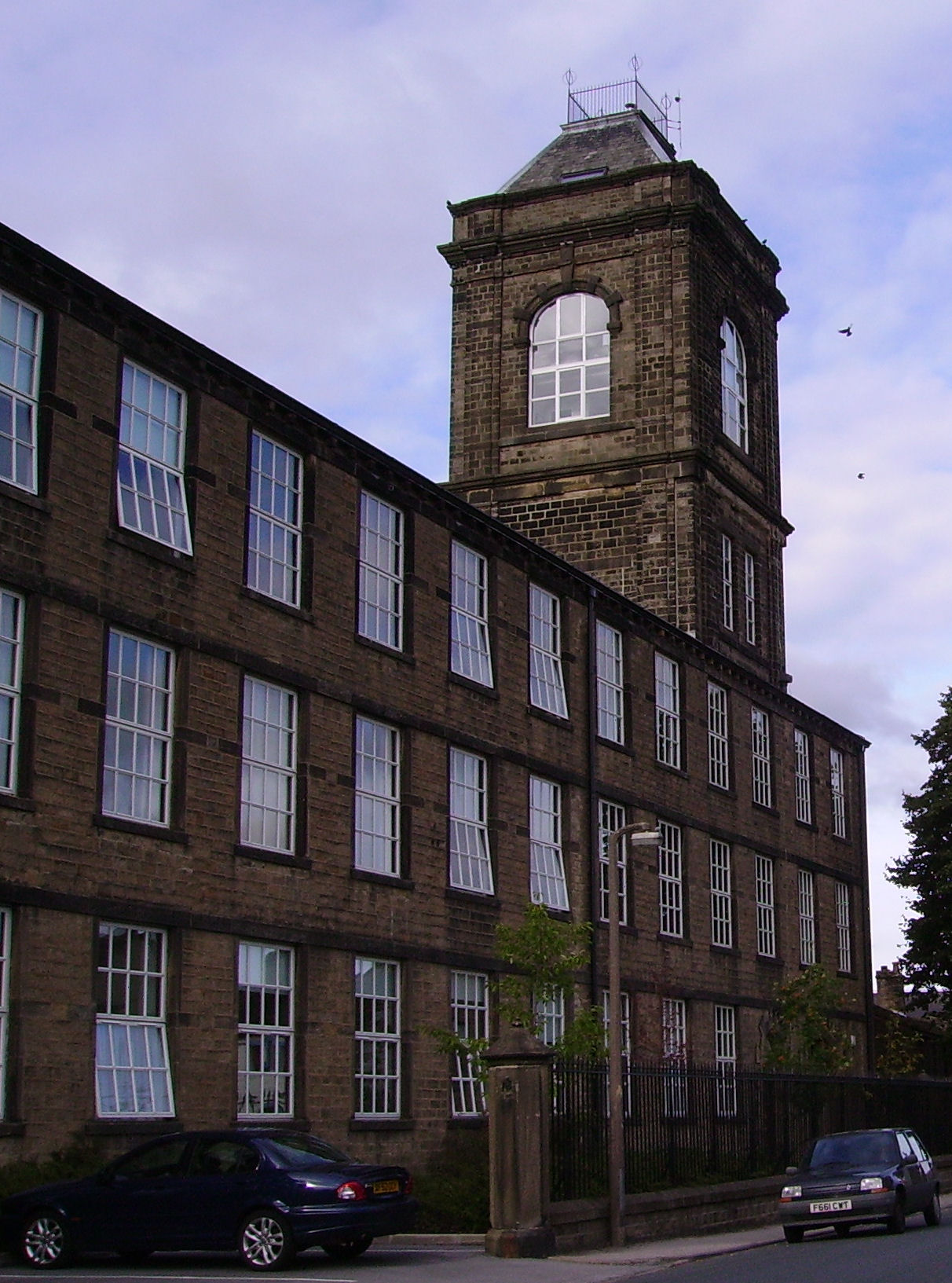
Le moulin
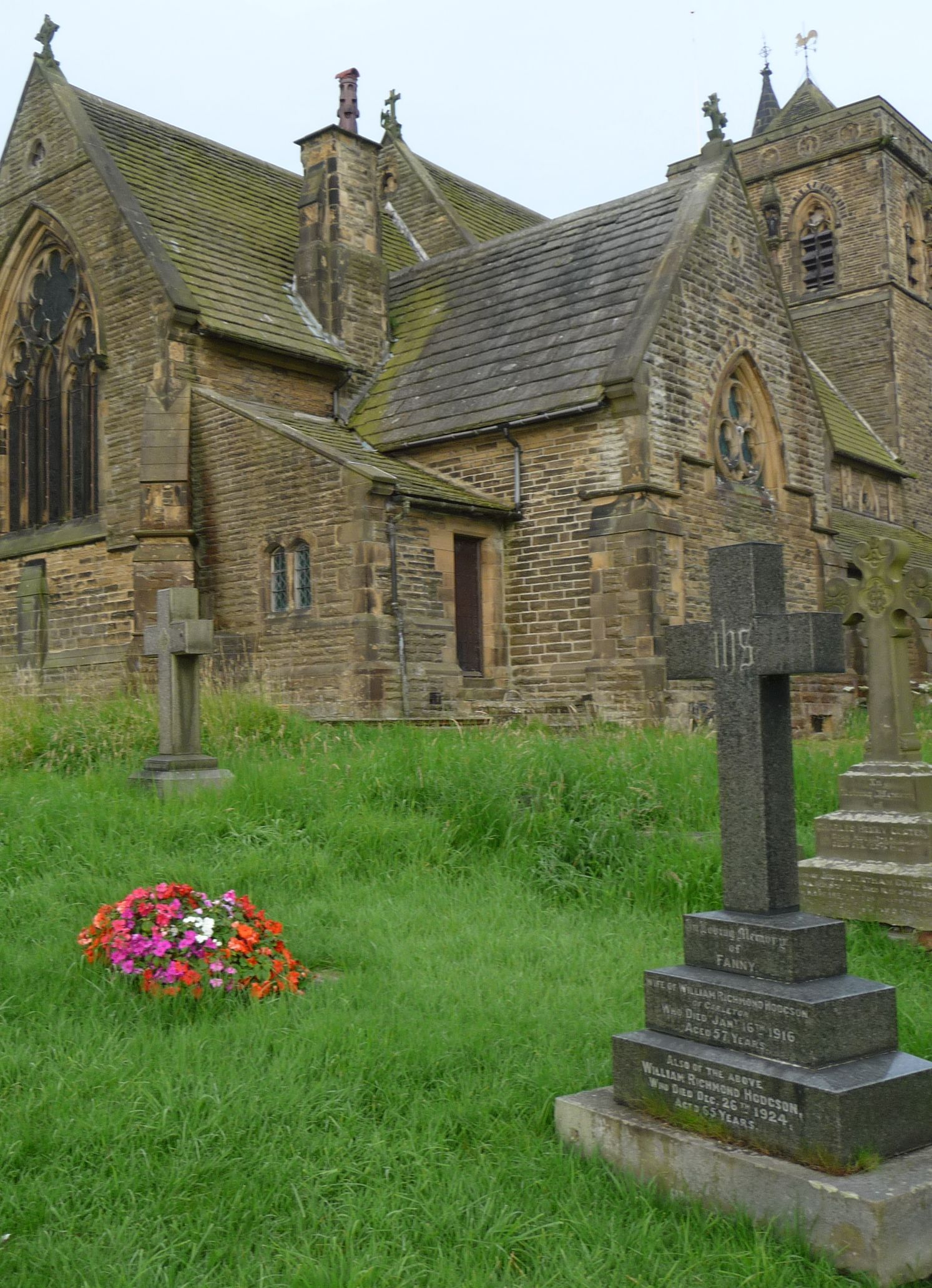
Le cimetière
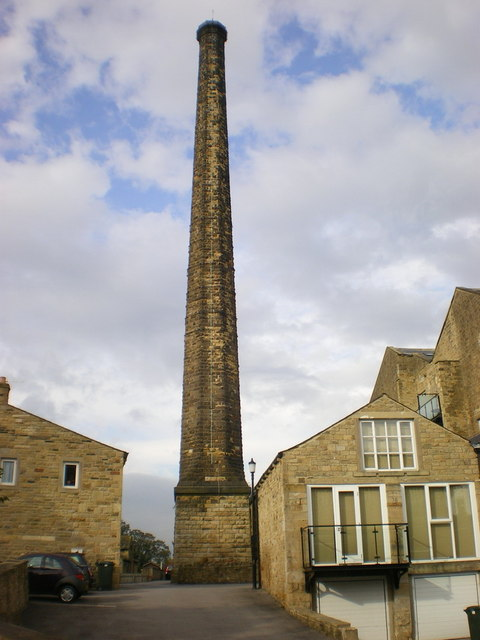
La cheminée du moulin
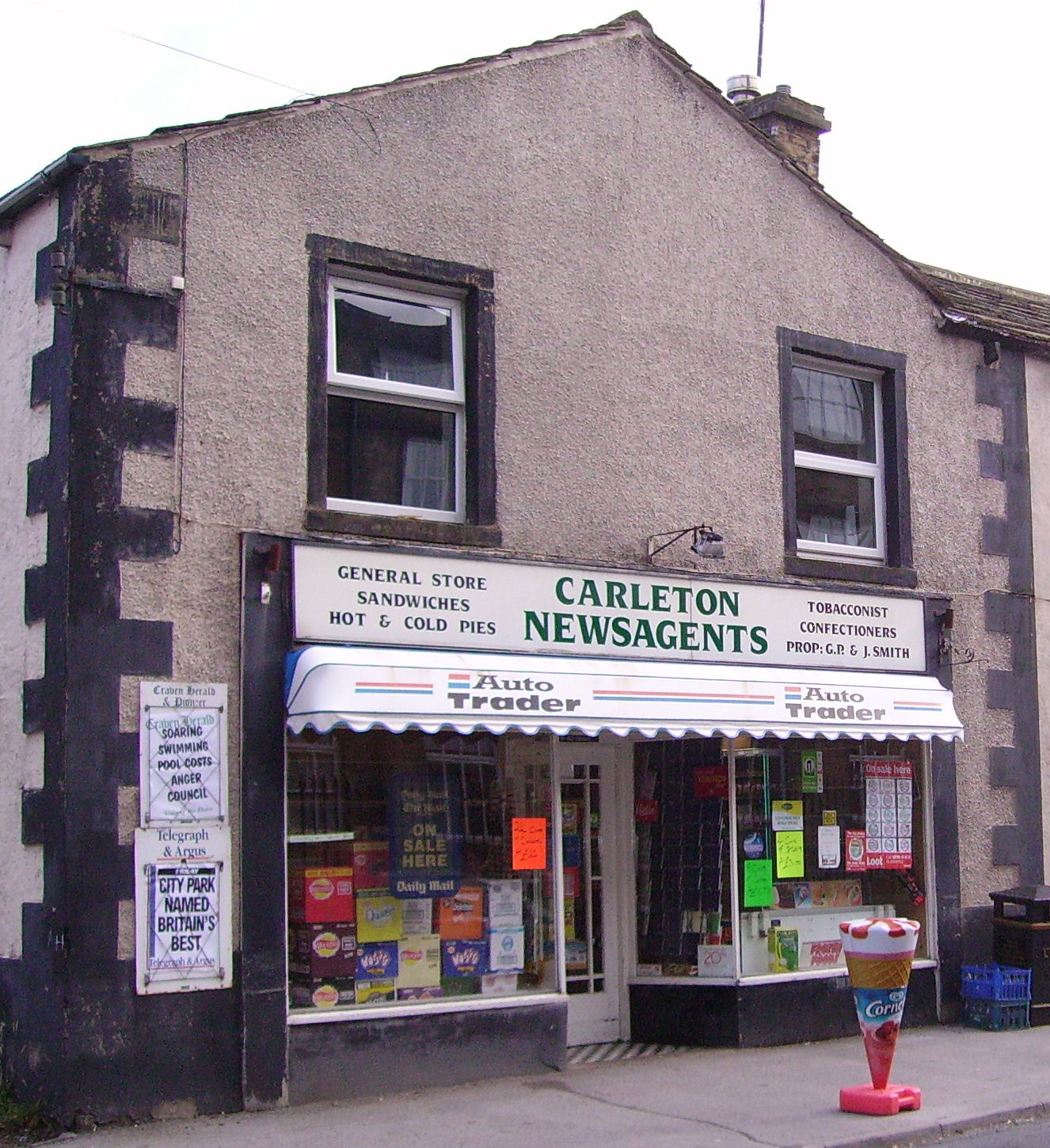
Le marchand de journaux